# Der Schriftsteller

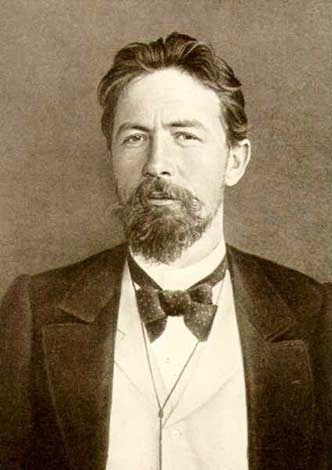
Anton Tschechow

Der Schriftsteller (russisch Писатель, Pissatel) ist eine Kurzgeschichte des russischen Schriftstellers Anton Tschechow, die am 11. November 1885 in der Peterburgskaja gaseta erschien. Zu Lebzeiten des Autors wurde diese Parodie auf penetrante Werbetexte ins Polnische und Slowakische übersetzt.

## Inhalt
Der Kaufmann Sachar Semjonytsch Jerschakow, ein begüterter Teehändler, dreht sich nicht einmal um, als er den Gruß des in sein Geschäft eintretenden gealterten Schriftstellers mit „Was gibt’s Schönes, Herr Heinius?“ erwidert. Den Namen hat Jerschakow pejorativ aus Heine und Genius erfunden.
Der grauhaarige Schriftsteller hält sich mit Werbetexten für Kaufleute über Wasser. Jerschakow lobt Heinius’ neues Auftragswerk. Fast alles Gewünschte ist in dem Werklein enthalten – ein Verweis auf die weit zurückreichende Historie des Hauses Jerschakow und auch auf die vielfältigen Geschäftsverbindungen in die chinesischen Teeanbaugebiete. Doch einen kleinen Hinweis möchte der Kaufmann noch eingearbeitet haben: Der soeben – also zu Beginn der Frühjahrssaison anno 1885 – eingetroffene Tee lagert bereits drei Jahre im Hause.
Der gewandte Schreiberling Heinius arbeitet die Antinomie so ein, dass sie manch flüchtig lesender Teekäufer vermutlich überlesen wird und sich vielmehr auf die versprochenen Werbegeschenke freut. Der Schriftsteller möchte nach getaner Arbeit auf der Stelle bezahlt werden. Jerschakow gibt nur Naturalien ab. Heinius darf sich im Laden Waren im Werte von fünf Rubel fünfzig aussuchen. Der Schriftsteller nimmt Puderzucker, verkauft ihn mit Verlust weiter und klagt: „Ich betrüge Rußland! … Für ein Stück Brot betrüge ich das Vaterland!“

## Verfilmung
- 1998, Russland, VID-TV[4] und Tschechow-Kunsttheater Moskau: Tschechow und Company[5], Staffel 2 (russisch) von Sinowi Roisman[6], Dmitri Brusnikin[7] und Alexander Feklistow mit Sergei Jurski als Schriftsteller „Heinius“.

## Verwendete Ausgabe
- Gerhard Dick (Hrsg.), Wolf Düwel (Hrsg.): Anton Tschechow: Gesammelte Werke in Einzelbänden: Der Schriftsteller. S. 416–420 in: Gerhard Dick (Hrsg.): Anton Tschechow: Vom Regen in die Traufe. Kurzgeschichten. Aus dem Russischen übersetzt von Ada Knipper und Gerhard Dick. Mit einem Vorwort von Wolf Düwel. 630 Seiten. Rütten & Loening, Berlin 1964 (1. Aufl.)[8]